# 福崎伸一郎
福崎　伸一郎（ふくざき　しんいちろう、1952年7月15日 - ）は、日本の元裁判官、弁護士（東京弁護士会）。控訴審で逆転無罪を連発する裁判長として有名になっていた。

## 略歴
- 小倉高校卒
- 東京大学卒
- 1979年4月9日～1982年4月2日　名古屋地方裁判所判事補
- 1982年4月2日～1985年3月31日　徳島地裁・家裁判事補
- 1985年4月1日～1988年3月31日　福岡地裁・家裁判事補
- 1988年4月1日～1989年4月8日　福岡地裁・家裁小倉支部判事補
- 1989年4月1日～1993年3月31日　福岡地裁・家裁小倉支部判事
- 1993年4月1日～1996年3月31日　福岡地裁・家裁柳川支部判事
- 1996年4月1日～1998年3月31日　東京地方裁判所判事
- 1998年4月1日～1999年3月31日　東京高等裁判所第3刑事部判事
- 1999年4月1日～2003年3月31日　最高裁判所調査官
- 2003年4月1日～2006年3月31日　さいたま地方裁判所第1刑事部総括判事
- 2006年4月1日～2009年12月20日　東京地方裁判所第18刑事部総括判事
- 2009年12月21日～2013年6月23日　東京地方裁判所立川支部第1刑事部総括判事
- 2013年6月24日～2014年10月2日　宮崎地裁・家裁所長
- 2014年10月3日～2015年12月17日　福岡高等裁判所第1刑事部総括判事
- 2015年12月18日～2017年7月14日　大阪高等裁判所第1刑事部総括判事
- 2017年7月15日　定年退官

## 主な担当事件
- 熊谷男女4人殺傷事件（一審さいたま地裁裁判長 2004年11月18日）

※検察側の求刑通り当時少女の被告に対し懲役5年～10年の不定期刑の判決を下した（控訴せず確定）。
- 元千葉ロッテマリーンズ投手強盗殺人事件（一審さいたま地裁裁判長 2005年9月29日）

※検察側の求刑通り無期懲役判決を下した（その後控訴するも棄却し確定）。
- 平野母子殺害事件（差し戻し二審大阪高裁裁判長 2017年3月2日）

※差し戻し一審の無罪の判決を支持し検察側の控訴を棄却した（上告せず確定）。

## 著書

### 共著
村山浩昭・葛野尋之 編『再審制度ってなんだ？』岩波書店、2024年1月10日。ISBN 978-4-00-271087-7。